# 伏波号运输船
伏波是清朝新式海军在中法战争期间的主要武装商船，隶属于張佩綸的福建水师。伏波曾参与1884年8月23日中法战争序幕的馬江之役，之后改为新兵收容船，投入到武装运输中。